# Ministerio de Agricultura y Desarrollo Rural (Israel)
El Ministerio de Agricultura y Desarrollo Rural de Israel (en hebreo: משרד החקלאות, transliteración: Misrad HaHakla'ut UFitu'ah HaKfar) es el ministerio del gobierno israelí que supervisa la industria agrícola del país. El ministerio se llamaba originalmente Ministerio de Agricultura, pero en 1992 el título fue cambiado a su forma actual. El Ministerio de Desarrollo, que supervisó el desarrollo rural, se abolió en 1974.

## Ministro
El ministro de Agricultura y Desarrollo Rural (en hebreo: שר החקלאות ופיתוח הכפר, transliteración: Sar HaHakla'ut vePituah HaKfar; en árabe: وزير الزراعة وتطوير القرية) es el jefe político del ministerio, considerado una posición relativamente menor en el gabinete de Israel.
Dos primeros ministros, Menachem Begin y Ehud Barak, también se desempeñaron como ministros de Agricultura. Begin tomó el cargo tras la muerte del titular y Barak, tras la renuncia del ministro perteneciente a su coalición.
Ocasionalmente existe un viceministro de Agricultura.

### Lista de ministros
| #  | Ministro        | Partido             | Inicio                   | Final                    | Notas                                                  |
| -- | --------------- | ------------------- | ------------------------ | ------------------------ | ------------------------------------------------------ |
| 1  | Aharon Zisling  | Mapam               | 14 de mayo de 1948       | 10 de marzo de 1949      |                                                        |
| 2  | Dov Yosef       | Mapai               | 1 de junio de 1949       | 1 de noviembre de 1950   |                                                        |
| 3  | Pinhas Lavon    | Mapai               | 1 de noviembre de 1950   | 8 de octubre de 1951     |                                                        |
| 4  | Levi Eshkol     | Mapai               | 8 de octubre de 1951     | 25 de junio de 1952      |                                                        |
| 5  | Peretz Naftali  | Mapai               | 25 de junio de 1952      | 3 de noviembre de 1955   |                                                        |
| 6  | Kadish Luz      | Mapai               | 3 de noviembre de 1955   | 17 de diciembre de 1959  |                                                        |
| 7  | Moshé Dayán     | Mapai               | 17 de diciembre de 1959  | 4 de noviembre de 1964   |                                                        |
| 8  | Haim Gvati      | Mapai, Alineamiento | 9 de noviembre de 1964   | 3 de junio de 1974       | No fue miembro del Knesset durante parte de su mandato |
| 9  | Aharon Uzan     | Alineamiento        | 3 de junio de 1974       | 20 de junio de 1977      | No fue miembro del Knesset                             |
| 10 | Ariel Sharon    | Likud               | 20 de junio de 1977      | 5 de agosto de 1981      |                                                        |
| 11 | Simha Erlich    | Likud               | 5 de agosto de 1981      | 19 de junio de 1983      | Falleció en el cargo                                   |
| 12 | Menachem Begin  | Likud               | 19 de junio de 1983      | 10 de octubre de 1983    | También sirviendo como primer ministro                 |
| 13 | Pesah Grupper   | Likud               | 10 de octubre de 1983    | 13 de septiembre de 1984 |                                                        |
| 14 | Aryeh Nehemkin  | Alineamiento        | 13 de septiembre de 1984 | 22 de diciembre de 1988  |                                                        |
| 15 | Avraham Katz-Oz | Alineamiento        | 22 de diciembre de 1988  | 15 de marzo de 1990      |                                                        |
| 16 | Rafael Eitan    | Tzomet              | 11 de junio de 1990      | 31 de diciembre de 1991  |                                                        |
| 17 | Ya'akov Tzur    | Partido Laborista   | 13 de julio de 1992      | 18 de junio de 1996      |                                                        |
| –  | Rafael Eitan    | Tzomet              | 18 de junio de 1996      | 6 de julio de 1999       |                                                        |
| 18 | Jaim Orón       | Meretz              | 5 de agosto de 1999      | 24 de junio de 2000      |                                                        |
| 19 | Ehud Barak      | Partido Laborista   | 24 de junio de 2000      | 7 de marzo de 2001       | También sirviendo como primer ministro                 |
| 20 | Shalom Simhon   | Partido Laborista   | 7 de marzo de 2001       | 2 de noviembre de 2002   |                                                        |
| 21 | Tzipi Livni     | Likud               | 17 de diciembre de 2002  | 28 de febrero de 2003    |                                                        |
| 22 | Yisrael Katz    | Likud               | 28 de febrero de 2003    | 14 de enero de 2006      |                                                        |
| 23 | Ze'ev Boim      | Kadima              | 14 de enero de 2006      | 4 de mayo de 2006        |                                                        |
| –  | Shalom Simhon   | Partido Laborista   | 4 de mayo de 2006        | 18 de enero de 2011      |                                                        |
| 24 | Orit Noked      | Independencia       | 18 de enero de 2011      | 18 de marzo de 2013      |                                                        |
| 25 | Yair Shamir     | Yisrael Beiteinu    | 18 de marzo de 2013      | 14 de mayo de 2015       |                                                        |
| 26 | Uri Ariel       | La Casa Judía       | 14 de mayo de 2015       | 15 de noviembre de 2019  |                                                        |
| 27 | Tzaji Hanegbi   | Likud               | 20 de enero de 2020      | 17 de mayo de 2020       |                                                        |
| 28 | Alon Schuster   | Azul y Blanco       | 17 de mayo de 2020       | 13 de junio de 2021      |                                                        |
| 29 | Oded Forer      | Israel Beitenu      | 13 de junio de 2021      | 29 de diciembre de 2022  |                                                        |
| 30 | Avi Dicter      | Likud               | 29 de diciembre de 2022  | En el cargo              |                                                        |

### Viceministros
| #  | Viceministro    | Partido                                                | Inicio                   | Fin                      |
| -- | --------------- | ------------------------------------------------------ | ------------------------ | ------------------------ |
| 1  | Yosef Efrati    | Mapai                                                  | 9 de julio de 1952       | 24 de diciembre de 1952  |
| 2  | Ze'ev Tzur      | Ajdut HaAvodá - Poalei Tzion                           | 5 de diciembre de 1955   | 17 de diciembre de 1959  |
| 3  | Aharon Uzan     | Alineamiento                                           | 17 de enero de 1966      | 17 de marzo de 1969      |
| 4  | Ben-Zion Halfon | Alineamiento                                           | 22 de diciembre de 1969  | 10 de marzo de 1974      |
| 5  | Jabr Muadi      | Alineamiento, Progreso y Desarrollo, Lista Árabe Unida | 24 de marzo de 1975      | 20 de junio de 1977      |
| 6  | Pesah Grupper   | Likud                                                  | 11 de agosto de 1981     | 10 de octubre de 1983    |
| 7  | Michael Dekel   | Likud                                                  | 10 de octubre de 1983    | 13 de septiembre de 1984 |
| 8  | Avraham Katz-Oz | Alineamiento                                           | 24 de septiembre de 1984 | 22 de diciembre de 1988  |
| 9  | Walid Haj Yahia | Meretz                                                 | 4 de agosto de 1992      | 18 de junio de 1996      |
| 10 | Gila Gamliel    | Likud                                                  | 30 de marzo de 2005      | 14 de enero de 2006      |